# Barry Jackson (színművész)
Barry Jackson (Birmingham, Warwickshire megye, Anglia, 1938. március 29. – London, 2013. december 5.) angol filmszínész, igen nagyszámú kisebb-nagyobb mellékszerep alakítója brit televíziós sorozatokban. Szerepelt a Ki vagy, doki? c. sci-fi sorozat és Az Onedin család c. kalandfilmsorozat több epizódjában. Egyik legismertebb főszerepe Dr. Bullard orvosszakértő volt a Kisvárosi gyilkosságok (Midsomer Murders) c. televíziós krimisorozat összes évadában, másfél évtizeden át, 2012-ig.

## Életpályája
Fél évszázadon át tartó filmes pályája során Barry Jackson igen nagyszámú brit televíziós sorozatban kapott különféle zsánerű mellékszerepeket, bár egyazon sorozatnak gyakran csak 2-3 epizódjában jelent meg. (E tévésorozatok legtöbbjét Magyarországon nem mutatták be).
Az 1960-as, 1970-es években a fiatal Barry Jackson (néhányszor Jack Berry álnéven) több nagy költségvetésű brit játékfilmben is játszott, kisebb-nagyobb mellékszerepekben. A magyar nézőközönség e filmek többségét csak az 1980-as, 1990-es évektől kezdve láthatta, a kereskedelmi televíziózás elterjedésével (Nagy Alfréd, Ryan lánya, Tombol a hold). Az 1971-től kezdve forgatott Az Onedin család c. kalandfilm-sorozatot viszonylag hamar, már az 1970-es évek végétől rendszeresen adta a Magyar Televízió. 1965–79 között Jackson szerepet kapott a Ki vagy, doki? (Doctor Who) több epizódjában, köztük az első főfilmben,  a The Romans-ben, majd a Galaxy 4 és a Mission to the Unknown c. epizódokban, amelyeket a The Daleks’ Master Plan követett. A „Negyedik Doktor” egyik epizódjában, a The Armageddon Factor-ban Draxot játszotta, a „Doktor” régi iskolai haverját. Érett korában, 1997-ben szerepelt A néma szemtanú c. sorozatban, melyet már a nemzetközi bemutatókkal egyidejűleg adtak le Magyarországon is.
George Schaefer rendező 1981-es A bunker c. filmdrámájában, amely Hitler végnapjait jelenítette meg Anthony Hopkins címszereplésével, Jackson Hans Krebs gyalogsági tábornokot, a német hadsereg utolsó vezérkari főnökét alakította, aki a végsőkig kitart a Führer mellett, és maga is öngyilkosságba menekül.
2004-ben kisebb szerephez jutott Richard Loncraine Wimbledon – Szerva itt, szerelem ott c. romantikus filmvígjátékában. 2009-ben, 69 évesen címszerepet kapott Larry Weinstein rendező Toscanini in His Own Words című, dokumentarista elemekkel gazdagított életrajzi játékfilmjében, ahol Toscaninit, a zeneszerzőt személyesítette meg. jelleg. Emellett brit televíziós filmsorozatokban továbbra is sűrűn és rendszeresen látható volt.
A Kisvárosi gyilkosságok (vagy Midsomer gyilkosságok) c. krimisorozatban kezdettől, 1997-től kezdve ő játszotta a morbid humorú Dr. Bullard patológust, bűnügyi orvosszakértőt egészen 2011-ig. Ekkor Brian True-May producer döntése alapján a főszereplő Tom Barnaby főfelügyelő (John Nettles) helyét filmbéli ifjabb unokafivére, John Barnaby felügyelő (Neil Dudgeon) vette át, ezzel egyidejűleg a 73 éves Barry Jackson-tól is megváltak, helyét Dr. Kate Wilding alakítója, Tamzin Malleson, egy fiatal és mutatós hölgy foglalta el.
Házasember volt, Denise nevű feleségével élt, akivel együtt 6 gyermeket neveltek fel. Barry Jackson Londonban hunyt el, 2013. december 5-én, 75 éves korában.

## Színpadi szerepei
- 1964-ben a londoni Phoenix színházban játszott, Albert Camus: Caligula c. drámájában, Kenneth Haigh, Michael Gwynn, Georgina Ward, és Jeffry Wickham társaságában (A rendező Peter Coe volt).
- 1982-ben fellépett a Donmar Warehouse nonprofit színházban, London Covent Garden negyedében. Anne Warner amerikai írónő (1869–1913) Aunt Mary c. színművében szerepelt, Alfred Marks, Timothy Spall és Ann Way társaságában.
- 1985-ben Howard Sackler drámájában, a Jefferson utolsó menetében (The Great White Hope) szerepelt, a londoni Tricycle színházban, Nicholas Kent rendezésében.
- 1992-ben a londoni Watford Palace színházban játszott, Beaumarchais: A sevillai borbély c. vígjátékában, amelyet Lou Stein rendezett. Partnerei Lee Cornes, Oliver Parker és Helena Bonham Carter voltak.[5]

## További információ
- Barry Jackson a PORT.hu-n (magyarul)
- Barry Jackson az Internetes Szinkronadatbázisban (magyarul)
- Barry Jackson az Internet Movie Database-ben (angolul)
- Barry Jackson a Rotten Tomatoeson (angolul)
- Barry Jackson az AlloCiné weboldalán (franciául)
- Barry Jackson profile. Famousfix.com. (Hozzáférés: 2023. január 18.)